# Eucypris serrata
Eucypris serrata är en kräftdjursart som först beskrevs av G. W. Müller 1900.  Eucypris serrata ingår i släktet Eucypris och familjen Cyprididae. Inga underarter finns listade i Catalogue of Life.